# Eugene L. Opie

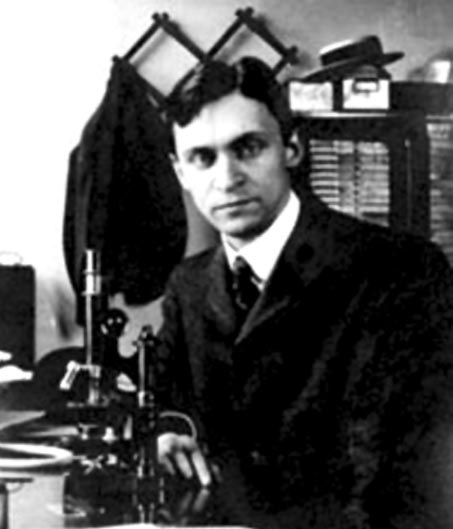
Eugene L. Opie

Eugene Lindsay Opie (* 5. Juli 1873 in Staunton (Virginia); † 12. März 1971 in Bryn Mawr (Pennsylvania)) war ein US-amerikanischer Pathologe und Mikrobiologe.

## Leben und Wirken
Eugene Lindsay Opie war der Sohn von Thomas Opie, Professor für Gynäkologie und Geburtshilfe und langjähriger Dekan der Medizinischen Fakultät an der University of Maryland, Baltimore. Eugene Opie erwarb 1893 an der Johns Hopkins University einen Bachelor und 1897 an der Johns Hopkins Medical School einen M.D. als Abschluss des Medizinstudiums. Unter dem Einfluss von William Henry Welch und William Sidney Thayer wandte sich Opie der experimentellen Medizin zu. Bereits als Student befasste er sich intensiv mit den Langerhans-Inseln im Pankreas, deren Funktion noch unbekannt war, und – parallel zu William George MacCallum – mit den Erregern einer Malaria-ähnlichen Erkrankung bei Vögeln.
Mit MacCallum teilte er auch Erfahrungen im Spanisch-Amerikanischen Krieg, als beide als junge Assistenzärzte Verwundetentransporte begleiteten. Als Assistenzarzt in der Pathologie des Johns Hopkins Hospital – das Fachgebiet Pathologie umfasste zu der Zeit auch die heutige Mikrobiologie – entdeckte Opie den Zusammenhang zwischen dem Verlust der Langerhans-Inseln und dem Auftreten von Diabetes mellitus und den Zusammenhang zwischen Verstopfung des Gallengangs und Nekrosen des Pankreas (heute als biliäre Pankreatitis bekannt).
1904 wechselte Opie als wissenschaftlicher Mitarbeiter an das Rockefeller Institute for Medical Research (aus dem später die Medizinische Fakultät der Rockefeller University hervorging), wo er bis 1910 blieb. Ab 1907 war er zusätzlich Gast-Forscher am NewYork-Presbyterian Hospital tätig. In seiner New Yorker Zeit befasste sich Opie vor allem mit dem Enzymapparat der Leukozyten.
1910 erhielt Opie einen Ruf auf den Lehrstuhl für Pathologie an der Medical School der Washington University in St. Louis, wo er bis 1923 als Hochschullehrer blieb. Drei Jahre war er Dekan. Während des Ersten Weltkriegs untersuchte er gemeinsam mit Francis Gilman Blake und Thomas Milton Rivers die Epidemiologie der Influenza und anderer Atemwegsinfektionen unter den Soldaten. Zuvor konnte Opie nachweisen, dass das Schützengrabenfieber durch Ungeziefer übertragen wird.
1923 wechselte Opie als Direktor an das Henry Phipps Institute For the Study and Treatment of Tuberculosis der University of Pennsylvania (Philadelphia), wo er bald zusätzlich eine Professur erhielt und die Leitung der Universitäts-Pathologie übernahm. In Philadelphia und auf Jamaika konnten Opie und Mitarbeiter wesentliche Fortschritte bei der Erforschung von Infektion und Reinfektion, sowie der Rolle von Immunität, Hypersensitivität und zellulärer Immunität bei der Tuberkulose erzielen. Weitere Arbeiten befassten sich mit tierexperimentellen Untersuchungen der Leukämie und ihrer viralen Auslöser.
1932 ging Opie zurück nach New York City, wo er den Lehrstuhl für Pathologie an der Cornell University und gleichzeitig wichtige Aufgaben in der Leitung des zugehörigen New York Hospital und der gesamten Medizinerausbildung übernahm. Die Leukämie-Studien wurden hier fortgesetzt. Von 1936 bis 1938 war Opie Präsident der Harvey Society. 1939 nahm er eine wissenschaftliche Auszeit am Peking Union Medical College, wo er viele Erkenntnisse über die Traditionelle Chinesische Medizin sammelte.
Nach seiner Emeritierung 1941 übernahm Opie die Position eines Gastwissenschaftlers am Rockefeller Institute for Medical Research, wo er weitere 28 Jahre – bis in sein 97. Lebensjahr hinein – wissenschaftlich tätig war. Seine letzte wissenschaftliche Publikation erschien 1970, wenige Monate vor seinem Tod und 72 Jahre nach seiner ersten Publikation 1898. In diesen Jahren befasste er sich unter anderem mit ernährungsbedingten Ursachen von Leberkrebs oder der Bewegung von Wasser im Gewebe.
Opie war zweimal verheiratet. 1902 heiratete er Gertrude Lovat Simpson, mit der er vier Kinder hatte. Neun Jahre nach dem Tod von Gertrude Opie heiratete er 1916 deren Schwester Margaret Lovat Simpson.

## Schriften (Auswahl)
- 1903 Disease of the Pancreas
- 1922 Epidemic Respiratory Disease

## Auszeichnungen (Auswahl)
- 1910 Harvey Lecture
- 1917 Präsident der American Association of Pathologists and Bacteriologists
- 1923 Mitglied der National Academy of Sciences[1]
- 1943 George M. Kober Lectureship[2]
- 1946 Banting-Medaille[3]
- 1954 Harvey Lecture
- 1959 Jessie Stevenson Kovalenko Medal[4]
- Ehrendoktorate der Yale University (1931), Washington University in St. Louis (1940), Johns Hopkins University (1940), Rockefeller University (1966)